# Healy (Alaska)
Healy – jednostka osadnicza w Stanach Zjednoczonych, położone w centralnej części stanu Alaska. Według danych na rok 2010 miasto liczy 1021 mieszkańców. Od momentu ustanowienia okręgu Denali, miasto jest siedzibą jego władz administracyjnych.

## Demografia
Według spisu z 2000 roku w Healy mieszkało 1000 osób prowadzących 436 gospodarstw domowych, stanowiących 245 rodzin. Gęstość zaludnienia wynosiła wówczas 1,5 osób/km². W mieście zbudowanych było 604 budynków mieszkalnych (średnia gęstość zabudowań mieszkalnych to 0,6 domu/km²).
Spośród 436 gospodarstw domowych:
- 33,9% zamieszkują rodziny z dziećmi poniżej 18. roku życia
- 48,4% stanowią małżeństwa mieszkające razem
- 3,0% stanowią kobiety nie posiadające męża
- 43,6% stanowią osoby samotne

37,6% wszystkich gospodarstw domowych składa się z jednej osoby, a 0,9% żyjących samotnie jest w wieku 65 lat lub starszych. Średnia wielkość gospodarstwa domowego wynosi 2,29, a średnia wielkość rodziny to 3,12.
Średni roczny dochód dla gospodarstwa domowego w Healy wynosi 60 000 dolarów, a średni roczny dochód dla rodziny wynosi 77 806 dolarów. Średni roczny dochód mężczyzn to 65 729 dolarów, zaś kobiet to 30 227 dolarów. Dochód roczny na osobę w mieście wynosi 28 225 dolarów. 2,5% rodzin, a zarazem 4,9% ludności żyje poniżej granicy ubóstwa, w tym 3,9% osób w wieku poniżej 18 lat i żadna z osób powyżej 65 roku życia.

### Wiek mieszkańców
Podział mieszkańców ze względu na wiek:
- <18 – 27,4%
- 18-24 – 5,5%
- 25-44 – 34,3%
- 45-64 – 30,6%
- >65− 2,2%

Średnia wieku mieszkańców: 38 lat.
Na każde 100 kobiet przypada 132 mężczyzn (zaś na 100 kobiet powyżej 18. roku życia przypada 142,8 mężczyzn).

### Rasa mieszkańców
Podział mieszkańców ze względu na rasę:
- rasa biała – 90,20%
- rasa czarna lub Afroamerykanie – 0,30%
- rdzenni mieszkańcy Ameryki – 2,30%
- Azjaci – 1,90%
- mieszkańcy wysp Pacyfiku – 0,70%
- inna rasa – 0,80%
- ludność dwóch lub więcej ras – 3,80%
- Hiszpanie lub Latynosi – 2,00%

## Klimat
Według klasyfikacji klimatycznej usystematyzowanej przez Wladimira Köppena, miasto położone jest w klimacie kontynentalnym subarktycznym/borealnym (Dfc). Charakteryzuje się chłodnym i krótkim latem oraz bardzo długą zimą z dłuższym okresem bardzo niskich temperatur i bezchmurnego nieba.
Temperatury poniżej 0 °C trwają niezmiennie od początku listopada do początku marca. Zagrożenie mrozem zaczyna się w sierpniu, a czasem nawet w pierwszej połowie tegoż miesiąca. Większość opadów rocznych (ok. 386 mm) ma miejsce w okresie letnim. Największa amplituda temperatury w mieście Healy to 81 °C (najniższa odnotowana temperatura to –47 °C, zaś najwyższa to 34 °C).
Statystyki klimatyczne miasta Healy:
- Najwyższa temperatura w ciągu roku: 34 °C (93 °F)
- Średnia roczna najwyższa temperatura: 4,1 °C (39,4 °F)
- Średnia roczna najniższa temperatura: −6,6 °C (20,1 °F)
- Najniższa temperatura w ciągu roku: −52 °C (−47 °F)
- Suma opadów w ciągu roku: 385,3 mm
- Średnia liczba deszczowych dni w ciągu roku: 102,6

## Geografia
Według danych statystycznych U.S. Census Bureau miasto zajmuje powierzchnię 1734 km², z czego 1733 km² stanowią lądy, a 0,78 km² (0,05%) to wody.

## Gospodarka
Usibelli Coal Mine, Golden Valley Electric Association, Denali Borough School District i National Park Service są największymi przedsiębiorstwami zatrudniającymi mieszkańców Healy. Bliskość miasta wobec Denali National Park & Preserve pozytywnie wpływa na prężny rozwój i funkcjonowanie lokalnego obozu naukowego, hoteli, restauracji, hosteli i innych mniejszych przedsiębiorstw.